# GoGo's Crazy Bones

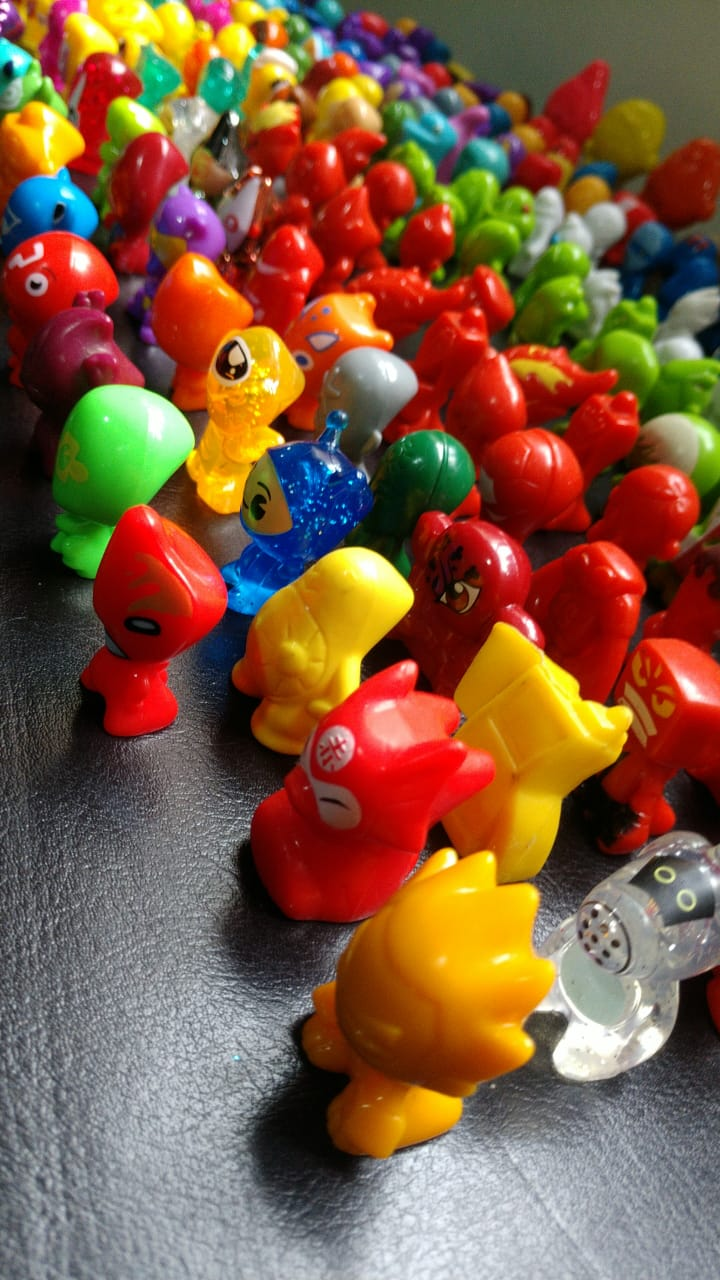
Diversos Gogos com vários acabamentos, formas e cores

Gogos (wikkeez em outros países) em inglês são brinquedos de plástico ligados a personagens existentes ou inventados que juntos fazem um grande conjunto. Eles podem ser multicolores, dourados, prateados, brilhantes, do tipo Macro, etc.

## Coleções

### SérieGogo's Crazy Bones
Foi a primeira coleção, lançada em 1998 pela Magic Box Int, com 60 personagens ao todo.

### SérieFantasmas
Foi a segunda coleção, lançada em 2004. Com 60 Gogo's ao todo.

### Série Gogotoys
São os menores, que deram origem aos personagens atuais, eram transparentes como os geloucos. Com 60 Gogo's, foi lançada em 2005.

### SérieCopa 2006
Foi lançada em abril de 2006, imitando as seleções que participaram da Copa da Alemanha. Com 32 bonecos no total.

### SérieDragon Ball Z
Não são como os outros, mas possuem o formato do busto dos personagens como Goku.

### Série Urban-Toys
Saiu em agosto de 2008. Possui 60 gogo's no total, além de ser a mais complexa em relação aos bonecos, por serem mais texturizados, formatados para segurar com um dedo, e, às vezes, coloridos nos destaques. É a primeira em forma de álbum. Acabou em março de 2009. É um remake do gogotoys — É a série que foi mais vendida.

### Série MegaTrip
São 80 novos bonecos, lançou em agosto de 2009. Vem com o álbum de figurinhas com 80 cromos coloridos. Existem em 5 modos: normal, multicores, glow (brilha no escuro), metalizado e com gliter, eram vendidos em qualquer banca, e existiam vários formatos, cores e tamanhos.
Com tipos de jogar diferentes, o objetivo era sempre derrubar os gogo's do oponente.

### Série Fut Gogo's Crazy Bones
Essa nova série, em honra à Copa do Mundo Fifa 2010, conta com 90 criaturinhas, só que dessa vez estão em um campeonato, o Torneio Fut Gogo's. Começaram a ser vendidos nas bancas a partir de 18 de março de 2010. Com as novidades de 2 novos tipos: o Metalizado (36 modelos nas cores ouro, prata e bronze, todos reluzentes) e os Gogo's Energia, que mudam de cor quando a temperatura sobe.

### Série Turma da Mônica
Lançado no dia 30 de setembro, os Gogo's tem variações - assim como todos os outros. Existem 60 personagens diferentes da turma da mônica no formato Gogo´s .São coloridos aleatoriamente, por isso não havia riscos de virem repetidos. Havia os Macro Gogo's que eram versões maiores dos Gogo's Normais, que começaram a serem vendidos nas lojas de brinquedos em dezembro de 2011. A versão normal, custava R$ 2,25; contendo 4 cromos e 2 Gogo's. Alguns anos atrás, a empresa de lanches Giraffas distribuiu Macro Gogo's. Outra empresa que aproveitou a oportunidade foi a i9 Business, que lançou o Drink&Brink Turma da Mônica. A bebida infantil enriquecida em ferro sabor uva oferecia o Gogo Turma da Mônica em uma embalagem diferenciada.

### Série Futebol
Inspirada na Copa do Mundo de 2014. As criaturinhas se enfrentam no Torneio Mundial de Gogo's Futebol. São 90 Personagens divididos em 9 Times: Ibéricos, Guacos, Britkicks, Latinus, Brazus, Tangus, Woofens, Zurros, Lebles. Cada Gogo's tem sua habilidade, porém as funções são as mesmas: Goleiro, Defesa, Atacante, Estrela, Bola, Apito, Treinador, Torcida, Capitão. O álbum custa R$ 4,55, e o envelope Custa R$2,50 contendo 4 Cromos e 2 Gogo's. Começou a ser distribuído em 17 de Janeiro de 2014. É praticamente uma versão aprimorada e nova da Série Fut Gogo's Crazy Bones.

### Série Disney 1 e Série Disney 2
Foi lançada nos EUA em 2014, e no Brasil em 2015. Possui os Gogo's tematizados do universo da Disney. São 60 Gogo's, inspirados em diferentes longa-metragens animados da Disney. Em 21 de setembro de 2016 foi lançada a série 2, contendo 68 personagens novos, sendo 3 dourados. O pacotinho, que custava antes R$ 3,00; passou para R$ 3,50.

### Série Vingadores Ultimato
Foi lançada em 2019, apenas no Brasil, em parceria com as lojas AM PM do posto Ipiranga. São 30 modelos dividos nas séries A e B. Existem 12 coloridos, 6 que brilham no escuro e 2 dourados na série A, e 10 coloridos na série B (com os personagens usando o traje de equipe). O pacotinho (contendo 1 gogo e 1 figurinha), que antes era 3,50; passou para 4,00 reais. O álbum custa 2,00 reais.

### Tipos de Gogo's lançados até 2015
| Tipo                        | Como É | Surgiu Em     | Extinto Em    | Voltou Em                                                                                       |  |  |  |
| --------------------------- | --- | ------------- | ------------- | ----------------------------------------------------------------------------------------------- |  |  |  |
| Glitter e Brilha no Escuro  | É Transparente com Glitter e Brilha no Escuro                                                                                                   | Fantasmas     | MegaTrip      |                                                                                                 |  |  |  |
| Relevo                      | Gogo's em Relevo, de uma cor Cada Gogo, super comuns                                                                                            | Fantasmas     |               | Gogotoys, Dragon Ball Z, Urban Toys, MegaTrip, FutGogo's, Turma da Mônica                       |  |  |  |
| Multicolor                  | Não é de relevo, porém apresenta várias cores, comuns                                                                                           | Gogotoys      |               | Dragon Ball Z, Urban Toys, MegaTrip, FutGogo's, Turma da Mônica, Gogo's Futebol e Disney Gogo's |  |  |  |
| Busto                       | Versão de Gogo's MultiColor + Relevo, porém, mais frágeis. Mas a principal característica é que apresentam apenas o busto do personagem, comuns | Dragon Ball Z | Dragon Ball Z |                                                                                                 |  |  |  |
| Metalizado Amarelo Queimado | Eram Gogo's Relevo Amarelo Queimado, incomuns                                                                                                   | MegaTrip      | MegaTrip      |                                                                                                 |  |  |  |
| Glitter                     | Eram Gogo's Transparentes e com Glitter, incomuns                                                                                               | MegaTrip      |               | Turma da Mônica                                                                                 |  |  |  |
| Glow                        | Eram Gogo's Relevo Que Brilhavam no Escuro, Raros                                                                                               | Fantasmas     |               | Gogotoys, Dragon Ball Z, Urban Toys, Megatrip, FutGogo's, Turma da Mônica                       |  |  |  |
| Metalizado Bronze           | Nova Era dos Metalizados, são Gogo's Metalizados de Bronze                                                                                      | FutGogo's     |               | Gogo's Futebol                                                                                  |  |  |  |
| Metalizado Prateado         | Nova Era dos Metalizados, são Gogo's Metalizados de Prata                                                                                       | FutGogo's     |               | Gogo's Futebol e Gogo's Disney                                                                  |  |  |  |
| Metalizado Dourado          | Nova Era dos Metalizados, são Gogo's Metalizados de Ouro                                                                                        | FutGogo's     |               | Gogo's Futebol e Gogo's Disney                                                                  |  |  |  |
| Energy Azul                 | São Gogo's Relevos que mudam de cor de acordo com a temperatura. Quente: Azul Claro - Frio: Roxo, Super Raros                                   | FutGogo's     |               | Turma da Mônica e Gogo's Futebol                                                                |  |  |  |
| Energy Verde                | São Gogo's Relevos que mudam de cor de acordo com a temperatura. Quente: Verde Claro - Frio: Verde Escuro, Super Raros                          | FutGogo's     |               | Turma da Mônica e Gogo's Futebol                                                                |  |  |  |
| Energy Rosa                 | São Gogo's Relevos que mudam de cor de acordo com a temperatura. Quente: Rosa Claro - Frio: Rosa Choque, Super Raros                            | FutGogo's     |               | Turma da Mônica e Gogo's Futebol                                                                |  |  |  |